# Joaquin Phoenix
Joaquin Rafael Phoenix (né Bottom; San Juan, 28 de outubro de 1974) é um ator, produtor e ativista norte-americano. Reconhecido por sua versatilidade e intensidade dramática, recebeu diversos prêmios ao longo da carreira, incluindo um Óscar de Melhor Ator por Joker (2019), dois Globos de Ouro, um Grammy e a Coppa Volpi de Melhor Ator no Festival de Veneza.
Iniciou sua carreira artística ainda na infância, atuando com os irmãos River e Summer em séries de televisão, quando era creditado como Leaf Phoenix. Seu primeiro papel de destaque no cinema foi em SpaceCamp (1986). Após um período de afastamento, retomou o nome de nascimento e passou a receber reconhecimento por atuações em filmes como To Die For (1995) e Quills (2000). Alcançou projeção internacional ao interpretar Commodus em Gladiador (2000), papel que lhe rendeu sua primeira indicação ao Óscar, como Melhor Ator Coadjuvante. Outras indicações vieram por suas interpretações em Walk the Line (2005), como o músico Johnny Cash; The Master (2012), como Freddie Quell, um veterano da Segunda Guerra Mundial; e Joker (2019), como Arthur Fleck. Sua filmografia inclui ainda títulos como Buffalo Soldiers (2001), o thriller de ficção científica Signs (2002), Brother Bear (2003, como dublador), o thriller psicológico The Village (2004), o drama histórico Hotel Ruanda (2004), o documentário Earthlings (2005, como narrador), o drama romântico Two Lovers (2008), o drama The Immigrant (2013), o drama romântico de ficção científica Her (2013), o filme de comédia-drama policial Inherent Vice (2014) e o suspense existencial You Were Never Really Here (2017), pelo qual venceu o prêmio de Melhor Ator do Festival de Cinema de Cannes, e Don't Worry, He Won't Get Far on Foot (2018). Ele e seu irmão River Phoenix são os únicos irmãos indicados ao Óscar por atuações em filmes.
Além de atuar, Phoenix dirigiu videoclipes, produziu filmes e programas de televisão e gravou a trilha sonora de Walk the Line, que lhe rendeu o Grammy de Melhor Trilha Sonora de Compilação. É vegano desde os três anos de idade e conhecido por seu ativismo em defesa dos direitos dos animais, apoiando organizações como PETA e In Defense Of Animals. Também integra o conselho da The Lunchbox Fund, uma organização sem fins lucrativos que fornece refeições diárias a estudantes de escolas municipais em Soweto, na África do Sul.

## Biografia
Joaquin nasceu em Rio Piedras, localizado na cidade de San Juan, em Porto Rico. Ele é o terceiro de cinco filhos, incluindo River Phoenix (1970–1993), Rain Phoenix (1972), Liberty Phoenix (1976) e Summer Phoenix (1978). Ele também tem uma meia irmã chamada Jodean (1964), fruto do primeiro casamento do pai.
Seu pai, John Lee Bottom, era um carpinteiro de Fontana, Califórnia. Sua mãe, Arlyn Phoenix, nasceu no Bronx, Nova Iorque, os pais dela eram judeus vindos da Hungria e Rússia. Em 1968, Arlyn deixou sua família e se mudou para a Califórnia, onde conheceu John Lee. Eles se casaram em 1969 e, em seguida, aderiram ao culto religioso dos Meninos de Deus, e começaram a viajar por toda a América do Sul. Seus pais se desiludiram com a seita, e tomaram a decisão de abandonar o culto e voltar para os Estados Unidos em 1978. Eles mudaram seu sobrenome para momento que Joaquin passou a se chamar "Leaf". Seu nome artístico, "Leaf Phoenix", tem relação com a natureza ("Leaf", em inglês, significa "Folha"), assim como o de seus irmãos, River (Rio), Summer (Verão), Rain (Chuva) e Liberty (Liberdade). No começo dos anos 1990, "Leaf" muda seu nome novamente para "Joaquin". A fim de ajudar financeiramente a família, os irmãos Phoenix começam a mostrar seu talento em vários concursos, cantando e tocando instrumentos. Em Los Angeles sua mãe começou a trabalhar como secretária para a NBC, e seu pai como paisagista. Joaquin e seus irmãos acabaram por serem descobertos por uma agente de talentos infantis de Hollywood, Iris Burton, que começou a trabalhar com os cinco irmãos, principalmente fazendo comerciais de televisão. Joaquin virou alvo da opinião pública em circunstâncias dramáticas; no dia 31 de outubro de 1993, seu irmão, River Phoenix, foi vítima de uma fatal overdose de drogas. Joaquin, que estava com o irmão na hora em que ele passou mal, ligou para o 911 na tentativa de buscar ajuda para River e a gravação do pedido de ajuda foi imediatamente tocada, repetidamente, pelos meios de comunicação. A súbita intrusão da mídia na sua vida revelou-se muito esmagadora, e ele se afastou do cinema. Um ano mais tarde, por insistência de seus amigos, Joaquin, relutantemente, voltou a atuar.
Joaquin namorou a atriz Liv Tyler, por um ano. O casal se conheceu no set de Círculo de Paixões. Ele foi para  a reabilitação para se tratar do alcoolismo no início de abril de 2005. Em 26 de janeiro de 2006, Joaquin se envolveu num acidente de carro em Hollywood, em uma estrada sinuosa, o carro que dirigia acabou capotando. O acidente foi alegadamente causado por falha no sistema de freio. Agitado e confuso, Joaquin ouviu uma voz que lhe dizia, "Relaxa". Não era possível ver o homem, Joaquin respondeu, "Eu estou bem. Estou relaxado". O homem disse: "Não, você não está". Neste ponto, Joaquin conseguiu ver que o homem que era famoso, se tratava do excêntrico ator, cineasta e roteirista alemão Werner Herzog. Após ajudar Joaquin a sair das ferragens, Herzog chamou uma ambulância e desapareceu.
Em 11 de fevereiro de 2009, Joaquin fez uma aparição no Late Show with David Letterman para promover seu filme, Amantes. Ele foi largamente insensível perante David Letterman, respondendo perguntas sobre o filme e sua carreira de ator. Quando a plateia riu de suas aspirações no hip-hop, Joaquin se queixou a Letterman e disse que ele não estava brincando. No final da entrevista, Letterman disse, "Joaquin, lamento que você não pode estar aqui esta noite", seguido de risos e aplausos da plateia. Em uma entrevista dada anteriormente no mesmo dia para a CinemaBlend.com, o ator parecia totalmente coerente.
Durante um concerto em Miami no início de 2009, Joaquin pulou do palco para agredir um heckler que o estava ofendendo.
Ao final, os dois episódios revelaram-se premeditados e fizeram parte de uma grande encenação em que Joaquin atuou, e também fizeram parte do documentário chamado "I'm Still Here", dirigindo por Casey Affleck.

### Ativismo social
Joaquin, há muito tempo, é um ativista social, dando o seu apoio à caridade e uma série de organizações humanitárias, como a Amnesty International, The Art of Elysium, HEART, e a Aliança para a Paz, uma organização que promove campanhas para o Departamento da Paz dos Estados Unidos.
Joaquin é um dedicado vegano desde os três anos de idade. É membro da PETA, maior organização de defesa dos direitos dos animais do mundo, e empresta seu nome ativamente em prol da campanha. Só trabalha em um filme sob a condição de que não se usem peles de animais, cláusula que exige desde seus primeiros trabalhos. Em 1997, participou de uma campanha para a Prada, mas se negou a calçar sapatos de couro escolhidos para ele. Foi narrador em Terráqueos, documentário estadunidense sobre a absoluta dependência da humanidade nos animais e a forma cruel como essa dependência é saciada e que a mesma — dependência — deve ser revertida. Por este trabalho, recebeu o "Prêmio Humanitário", no Festival de San Diego. Protagonizou ainda um anúncio que propunha não comer peru na noite de Ação de Graças.
Em 2005, ele participou no documentário I'm Still Here: Real Diaries of Young People Who Lived During the Holocaust.

## Carreira

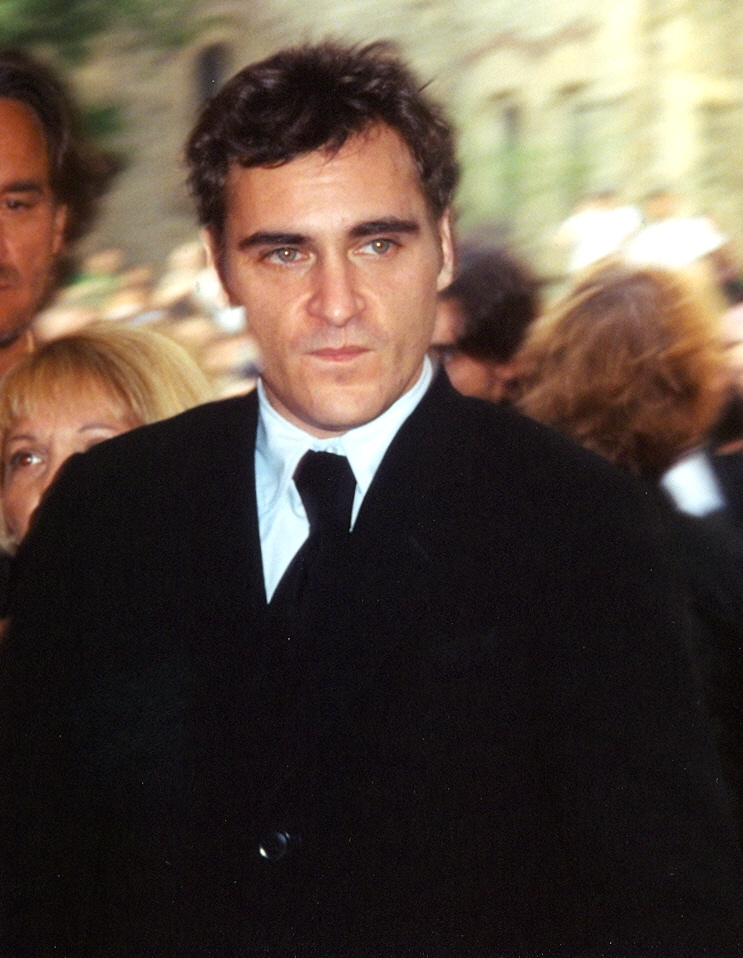
Joaquin Phoenix em Toronto, em 2005

O primeiro trabalho de Phoenix na televisão foi na série Seven Brides for Seven Brothers junto com seu irmão River em 1982 e Backwards: The Riddle of Dyslexia de 1984. Ele fez sua estreia nos cinemas no filme SpaceCamp - Aventura no Espaço de 1986, desempenhando o papel de "Max", depois de estrelar em Alfred Hitchcock Presents no episódio "A Very Happy Ending", no mesmo ano. Seu primeiro papel de destaque foi em Russkies. Mais tarde ele co-estrelou com Ron Howard em O Tiro Que Não Saiu Pela Culatra de 1989, no qual ele foi creditado como "Leaf Phoenix".
Numa fase de sua carreira Phoenix preferia interpretar personagens confusos e inseguros com um lado obscuro. Ele ganhou críticas positivas por sua atuação em vários papéis: um adolescente problemático em Um Sonho Sem Limites de Gus Van Sant de 1995 co-estrelando ao lado de Nicole Kidman, o agitador em uma cidadezinha no filme Reviravolta de Oliver Stone, o cruel imperador romano Cómodo no premiado filme de Ridley Scott, Gladiador de 2000 (filme para a qual ele foi indicado ao Óscar de Melhor Ator Coadjuvante), um padre em conflito no filme Contos Proibidos do Marquês de Sade, um ex-jogador de baseball no filme de M. Night Shyamalan, Sinais, um agricultor em mais uma produção de Shyamalan, em A Vila de 2004, um cameraman desiludido em Hotel Ruanda de Terry George, e um heroico bombeiro em Brigada 49.
Ao ser confirmado como Johnny Cash em Johnny & June após a aprovação do próprio Cash, Phoenix começou a se preparar para o personagem comprando uma guitarra e aprendendo a tocar. Reese Witherspoon, que interpretou June Carter Cash no filme e ganhou o Oscar de Melhor Atriz por seu desempenho, afirmou durante uma entrevista que ficou incrivelmente impressionada com a atuação de Phoenix. Todas as músicas do filme bem como o álbum da trilha sonora são cantadas e tocadas por Phoenix e Reese. Em 2005, ele foi indicado ao Óscar de Melhor Ator, e ganhou um Globo de Ouro na mesma categoria em 2006.
Em 2006, foi convidado a integrar a Academy of Motion Picture Arts and Sciences. Em 27 de outubro de 2008, em um evento beneficente da Association of Hole in the Wall Camps, dedicado ao ator Paul Newman, Phoenix anunciou sua aposentadoria do cinema e declarou que iria se dedicar à sua carreira musical. Ele fez sua estreia no mundo do rap em meados de janeiro de 2009.
Esteve envolvido no documentário dirigido por seu amigo e cunhado Casey Affleck, o documentário pretendeu segui-lo e acompanhar o início de sua carreira no hip hop, que é administrada pelo ícone P. Diddy (Sean Combs). As filmagens começaram no final de 2008. Mais tarde foi revelado que seu comportamento excêntrico na verdade era uma atuação para um Mockumentary — do inglês Mock (Falso) e Documentary (Documentário) — chamado I'm Still Here, que teve seu lançamento em 2010.

## Filmografia

### Cinema
| Ano           | Título                              | Papel                 | Notas |
| ------------- | ----------------------------------- | --------------------- | --- |
| 1983          | Six Pack                            | Tad Akins             | Creditado como Leaf Phoenix |
| 1985          | Kids Don't Tell                     | Frankie               | Creditado como Leaf Phoenix |
| 1985          | Anything for Love                   | Timmy Bailey          | Creditado como Leaf Phoenix |
| 1986          | SpaceCamp                           | Max                   | Creditado como Leaf Phoenix |
| 1987          | Russkies                            | Danny                 | Creditado como Leaf Phoenix |
| 1988          | Secret Witness                      | Drew Blackburn        | Creditado como Leaf Phoenix |
| 1989          | O Tiro Que Não Saiu Pela Culatra    | Garry Buckman-Lampkin | Creditado como Leaf Phoenix |
| 1991          | Walking the Dog                     |                       | |
| 1993/2011     | Dark Blood                          | A voz de "o garoto"   | Com a morte de River Phoenix (seu irmão) quando o filme ainda estava em produção, foi necessária a dublagem do personagem "o garoto", quando na edição final do filme, em 2011. |
| 1995          | Um Sonho Sem Limites                | Jimmy Emmett          | |
| 1997          | Círculo de Paixões                  | Doug Holt             | |
| 1997          | Reviravolta                         | Toby N. Tucker        | |
| 1998          | Pela Vida de Um Amigo               | Lewis McBride         | |
| 1998          | Clay Pigeons                        | Clay Bidwell          | |
| 1999          | 8 mm                                | Max California        | |
| 2000          | Caminho Sem Volta                   | Willie Gutierrez      | |
| 2000          | Gladiador                           | Cómodo                | Indicado ao Óscar de Melhor Ator Coadjuvante Indicado ao Globo de Ouro de Melhor Ator Coadjuvante - Cinema                                                                      |
| 2000          | Contos Proibidos do Marquês de Sade | The Abbe du Coulmier  | |
| 2001          | Guerreiros Buffalo                  | Ray Elwood            | |
| 2002          | Sinais                              | Merrill Hess          | |
| 2003          |                                     |                       | |
| Dogma do Amor | John                                |                       | |
| Irmão Urso    | Kenai                               | Voz                   | |
| 2004          | A Vila                              | Lucius Hunt           | |
| 2004          | Hotel Ruanda                        | Jack Daglish          | |
| 2004          | Brigada 49                          | Jack Morrison         | |
| 2005          | Terráqueos                          | Narrador              | Documentário |
| 2005          | Johnny & June                       | Johnny Cash           | Indicado ao Óscar de Melhor Ator Vencedor do Globo de Ouro de Melhor Ator - Comédia ou Músical                                                                                  |
| 2005          | Terráqueos                          | Narrador              | Documentário |
| 2007          | Os Donos da Noite                   | Robert "Bobby" Green  | |
| 2007          | Traídos Pelo Destino                | Ethan Learner         | |
| 2008          | Amantes                             | Leonard Kraditor      | |
| 2010          | Eu Ainda Estou Aqui                 | Joaquin Phoenix       | Falso documentário onde Joaquin Phoenix interpreta ele mesmo em uma tentativa de se tornar um rapper no ano de 2008                                                             |
| 2013          | O Mestre                            | Freddie Quell         | Vencedor do prêmio Coppa Volpi de Melhor Ator no Festival de Veneza 2012 Indicado ao Óscar de Melhor Ator Indicado ao Globo de Ouro de Melhor Ator - Drama                      |
| 2013          | Ela                                 | Theodore              | Indicado ao Globo de Ouro de Melhor Ator - Comédia ou Músical |
| 2013          | A Imigrante                         | Bruno Weiss           | |
| 2014          | Vício Inerente                      | Larry "Doc" Sportello | Indicado ao Globo de Ouro de Melhor Ator - Comédia ou Músical |
| 2015          | Homem Irracional                    | Abe Lucas             | |
| 2017          | Você Nunca Esteve Realmente Aqui    | Joe                   | Vencedor do prêmio de Melhor Ator no Festival de Cannes 2017 |
| 2018          | Maria Madalena                      | Jesus                 | |
| 2018          | A Pé Ele Não Vai Longe              | John Callahan         | |
| 2018          | Os Irmãos Sisters                   | Charlie Sisters       | |
| 2019          | Coringa                             | Arthur Fleck/Coringa  | Vencedor do Óscar de Melhor Ator Vencedor do Globo de Ouro de Melhor Ator - Drama                                                                                               |
| 2021          | C'mon C'mon                         | Johnny                | |
| 2023          | Beau is Afraid                      | Beau                  | |
| 2023          | Napoleon                            | Napoleão Bonaparte    | Segunda parceria com Ridley Scott |
| 2024          | Joker: Folie à Deux                 | Arthur Fleck/Coringa  | |
| 2025          | Eddington                           | Xerife Joe Cross      | Pós-produção |

### Televisão
| Ano  | Título                          | Papel           | Notas       |
| ---- | ------------------------------- | --------------- | ----------- |
| 1982 | Seven Brides for Seven Brothers | Travis          | 1 episódio  |
| 1984 | ABC Afterschool Specials        | Robby Ellsworth | 1 episódio  |
| 1984 | The Fall Guy                    | Garoto          | 1 episódio  |
| 1984 | Hill Street Blues               | Daniel Flowers  | 1 episódio  |
| 1984 | Murder, She Wrote               | Billy Donovan   | 1 episódio  |
| 1985 | Still the Beaver                | Kyle Cleaver    | 1 episódio  |
| 1986 | Alfred Hitchcock Presents       | Pagey Fisher    | 1 episódio  |
| 1986 | Morningstar/Eveningstar         | Doug Roberts    | 7 episódios |
| 1989 | Superboy                        | Billy Hercules  | 1 episódio  |

## Prêmios e indicações

#### Óscar
| Ano  | Categoria               | Indicação     | Notas    |
| ---- | ----------------------- | ------------- | -------- |
| 2001 | Melhor Ator Coadjuvante | Gladiator     | Indicado |
| 2006 | Melhor Ator             | Walk the Line | Indicado |
| 2013 | Melhor Ator             | The Master    | Indicado |
| 2020 | Melhor Ator             | Joker         | Venceu   |

#### BAFTA
| Ano  | Categoria               | Indicação     | Notas    |
| ---- | ----------------------- | ------------- | -------- |
| 2001 | Melhor Ator Coadjuvante | Gladiator     | Indicado |
| 2006 | Melhor Ator             | Walk the Line | Indicado |
| 2013 | Melhor Ator             | The Master    | Indicado |
| 2020 | Melhor Ator             | Joker         | Venceu   |

#### Globo de Ouro
| Ano  | Categoria                                  | Indicação     | Notas    |
| ---- | ------------------------------------------ | ------------- | -------- |
| 2001 | Melhor Ator Coadjuvante em Cinema          | Gladiator     | Indicado |
| 2006 | Melhor Ator em Filme de Comédia ou Musical | Walk the Line | Venceu   |
| 2013 | Melhor Ator em Filme de Drama              | The Master    | Indicado |
| 2014 | Melhor Ator em Filme de Comédia ou Musical | Her           | Indicado |
| 2015 | Melhor Ator em Filme de Comédia ou Musical | Inherent Vice | Indicado |
| 2020 | Melhor Ator em Filme de Drama              | Joker         | Venceu   |

#### SAG Awards
| Ano  | Categoria               | Indicação     | Notas    |
| ---- | ----------------------- | ------------- | -------- |
| 2001 | Melhor Ator Coadjuvante | Gladiator     | Indicado |
| 2001 | Melhor Elenco em Cinema | Gladiator     | Indicado |
| 2005 | Melhor Elenco em Cinema | Hotel Rwanda  | Indicado |
| 2006 | Melhor Ator Principal   | Walk the Line | Indicado |
| 2020 | Melhor Ator Principal   | Joker         | Venceu   |

#### Critics' Choice Movie Awards
| Ano  | Categoria                         | Indicação     | Notas    |
| ---- | --------------------------------- | ------------- | -------- |
| 2001 | Melhor Ator Coadjuvante em Cinema | Gladiator     | Venceu   |
| 2006 | Melhor Ator                       | Walk the Line | Indicado |
| 2013 | Melhor Ator                       | The Master    | Indicado |
| 2020 | Melhor Ator                       | Joker         | Venceu   |

#### Grammy
| Ano  | Categoria                           | Indicação     | Notas  |
| ---- | ----------------------------------- | ------------- | ------ |
| 2006 | Melhor Compilação para Mídia Visual | Walk the Line | Venceu |